# Väse distrikt
Väse distrikt är ett distrikt i Karlstads kommun och Värmlands län. Distriktet ligger omkring Väse i södra Värmland.

## Tidigare administrativ tillhörighet
Distriktet inrättades 2016 och utgörs av Väse socken i Karlstads kommun.
Området motsvarar den omfattning Väse församling hade vid årsskiftet 1999/2000.

## Tätorter och småorter
I Väse distrikt finns en tätort och en småort.

### Tätorter
- Väse

### Småort
- Västra Ve